# الجراحي (الحديدة)

تعديل مصدري - تعديل

الجراحي هي مدينة ومركز مديرية الجراحي بمحافظة الحديدة اليمنية، بلغ تعداد سكانها 23023 نسمة حسب الإحصاء الذي أجري عام 2004.
تقع على الطريق الرئيسي الذي يربط بين محافظتي الحديدة وتعز، وتبعد عن مدينة زبيد جنوبا بنحو 10 كلم باتجاه تعز.